# 西迪納曼 (西迪納曼區)
36°12′54″N 3°07′26″E / 36.215056°N 3.123937°E

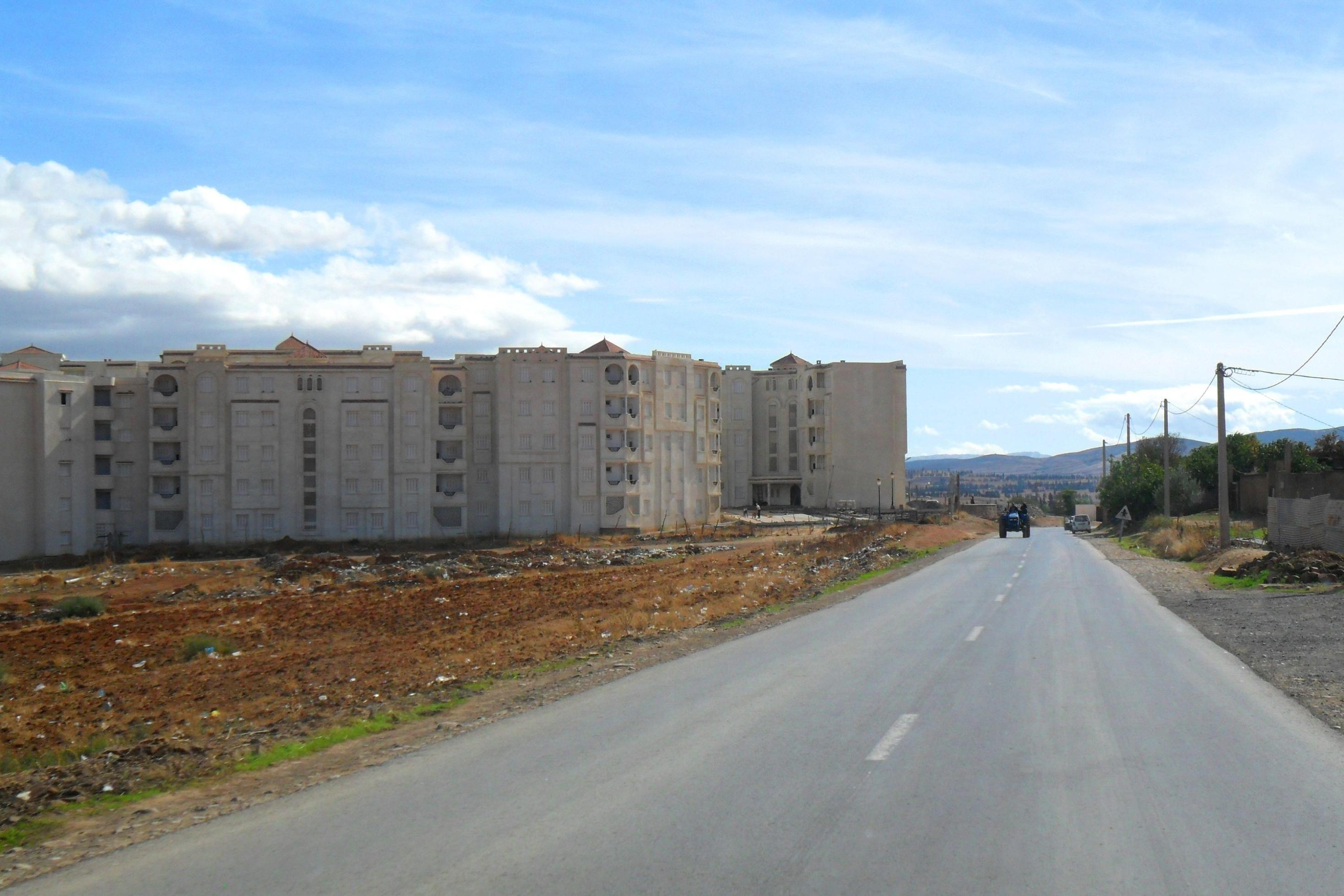
西迪納曼

西迪納曼（阿拉伯语：‎），是阿爾及利亞的城鎮，位於該國北部，由麥迪亞省負責管轄，是西迪納曼區的首府，面積137平方公里，2008年人口17,803，人口密度每平方公里130人。